# Table des caractères Unicode/U19E0
Cette page contient des caractères spéciaux ou non latins. S’ils s’affichent mal (▯, ?, etc.), consultez la page d’aide Unicode.
Table des caractères Unicode U+19E0 à U+19FF.

## Khmer (ou cambodgien) – symboles(Unicode 4.0)
Symboles utilisés pour noter les jours d’un mois du calendrier lunaire khmer : le premier août des années bissextiles, quinze jours de lune croissante, le deux août des années bissextiles et quinze jours de lune décroissante.
Le nombre de jours effectivement utilisés dans une quinzaine varie de l’une à l’autre (pour les accorder avec les demi-lunes), ou d’une année à l’autre, selon les ajustements effectués pour synchroniser le calendrier lunaire traditionnel avec les cycles solaires et les saisons. Le calendrier luni-solaire khmer compte donc 12 mois lunaires (de 29 ou 30 jours) pour un total de 354 jours. L'année khmère compte alors 49 phases lunaires (de 7 ou 8 jours), plus un mois lunaire de 30 jours ajouté tous les 3 ans (portant l'année khmère à 384 jours), ainsi qu'une journée ajoutée les années bissextiles.
Les mois sont positionnés dans l'année solaire de sorte que le premier mois khmer tombe en mi-novembre (historiquement selon le calendrier julien pour la détermination des années bissextiles, aujourd'hui selon le calendrier grégorien). Le mois qui précède le mois lunaire intercalaire, ainsi que le jour qui précède le jour ajouté les années bissextiles voient leur nom changé pour indiquer que c'est le premier et qu'il est redoublé, le mois ou le jour suivant étant alors lui aussi modifié pour indiquer que c'est le second.
Les jours sont nommés et symbolisés non pas selon les quatre phases de la lune mais selon les demi-lunes, y compris durant les mois intercalaires, mais sans compter les jours intercalaires des années bissextiles.
Le nouvel an khmer était traditionnellement fêté le 1er jour du 1er mois du calendrier khmer (vers la mi-novembre dans le calendrier grégorien) mais est maintenant fêté en mi-avril (durant 3 jours à partir du 13 ou 14 avril dans le calendrier grégorien pour se terminer le 15 ou le 16 avril) depuis la resynchronisation du calendrier luni-solaire khmer avec le calendrier solaire grégorien (en tenant compte du décalage calendaire survenu également depuis la mort historique du Bouddah au printemps). Mais ce nouvel an, basé uniquement sur le cycle solaire, n'influence pas la numérotation des mois et jours lunaires, même si les 3 jours de fête correspondants portent des noms khmers particuliers.
Toutefois ce n'est pas en fin février qu'est inséré la journée des années bissextiles (aussi bien dans l'ancien calendrier khmer synchronisé avec le calendrier julien, que dans le calendrier réformé depuis son réalignement avec les cycles solaire selon le calendrier grégorien), mais au début du mois d'août (du calendrier grégorien) : les 1er et 2 août de ces années bissextiles, les deux jours intercalaires viennent remplacer un jour d'une demi-lune correspondante.
Il faut donc trente symboles distincts pour noter les jours lunaires normaux (14 ou 15 pour chaque demi-lune selon sa durée ajustée), plus deux symboles pour noter distinctement les jours décalés des années solaires bissextiles. Ces symboles associent des chiffres décimaux khmers (pour noter horizontalement les nombres de 1 à 15, prononcés : mouei, pii, bèi, buen, pram, pram-mouei, pram-pii, pram-bèi, pram-buen, dâp, dâp-mouei, dâp-pii, dâp-bèi, dâp-buen, dâp-pram),  avec un signe khmer « ។ » (khan, équivalent à un point final) posé soit en dessous (prononcé khneut après le nombre), soit au dessus (prononcé rootch après le nombre), pour noter respectivement la croissance ou la décroissance de la lune.
Les deux autres symboles superposent verticalement les deux chiffres de 08 (pathamasat, premier jour) ou de 88 (tuteyasat, second jour) pour noter les journées redoublées qui s'intercalent à la place d'un jour lunaire dans un mois lunaire lors des années solaires bissextiles.

### Table des caractères
| en fr  | 0 | 1 | 2 | 3 | 4 | 5 | 6 | 7 | 8 | 9 | A | B | C | D | E | F |
| ------ | - | - | - | - | - | - | - | - | - | - | - | - | - | - | - | - |
| U+19E0 | ᧠ | ᧡ | ᧢ | ᧣ | ᧤ | ᧥ | ᧦ | ᧧ | ᧨ | ᧩ | ᧪ | ᧫ | ᧬ | ᧭ | ᧮ | ᧯ |
| U+19F0 | ᧰ | ᧱ | ᧲ | ᧳ | ᧴ | ᧵ | ᧶ | ᧷ | ᧸ | ᧹ | ᧺ | ᧻ | ᧼ | ᧽ | ᧾ | ᧿ |